# Sigismondo Pappacoda
Sigismondo Pappacoda (Napoli, 23 marzo 1456 – Napoli, 3 novembre 1536) è stato un cardinale e vescovo cattolico italiano.

## Biografia
Sigismondo nasce il 23 marzo 1456 a Napoli da Francesco, patrizio napoletano e Covella di Gennaro terzo dei sei figli. Ottenne il dottorato in utroque iure, sia in diritto canonico che civile.
Eletto vescovo di Venosa il 3 dicembre 1492, il 10 maggio 1499 fu trasferito alla sede di Tropea.
Venne creato cardinale nel concistoro del 21 novembre 1527; celebrato in Castel Sant'Angelo, dove papa Clemente VII era confinato dopo il sacco di Roma da parte delle truppe imperiali.
Ricevette la berretta cardinalizia e il titolo di Santa Maria degli Angeli. Dopo pochi giorni rifiutò la promozione al cardinalato preferendo rimanere solo vescovo di Tropea.
Morì il 3 novembre 1536 a Napoli e venne sepolto nella chiesa di San Giovanni Evangelista dei Pappacodi detta Cappella Pappacoda a Napoli , accanto a suo fratello Angelo Pappacoda, vescovo di Martirano. Il suo sepolcro è opera  dello scultore rinascimentale Girolamo Santacroce.